# Trommelrem

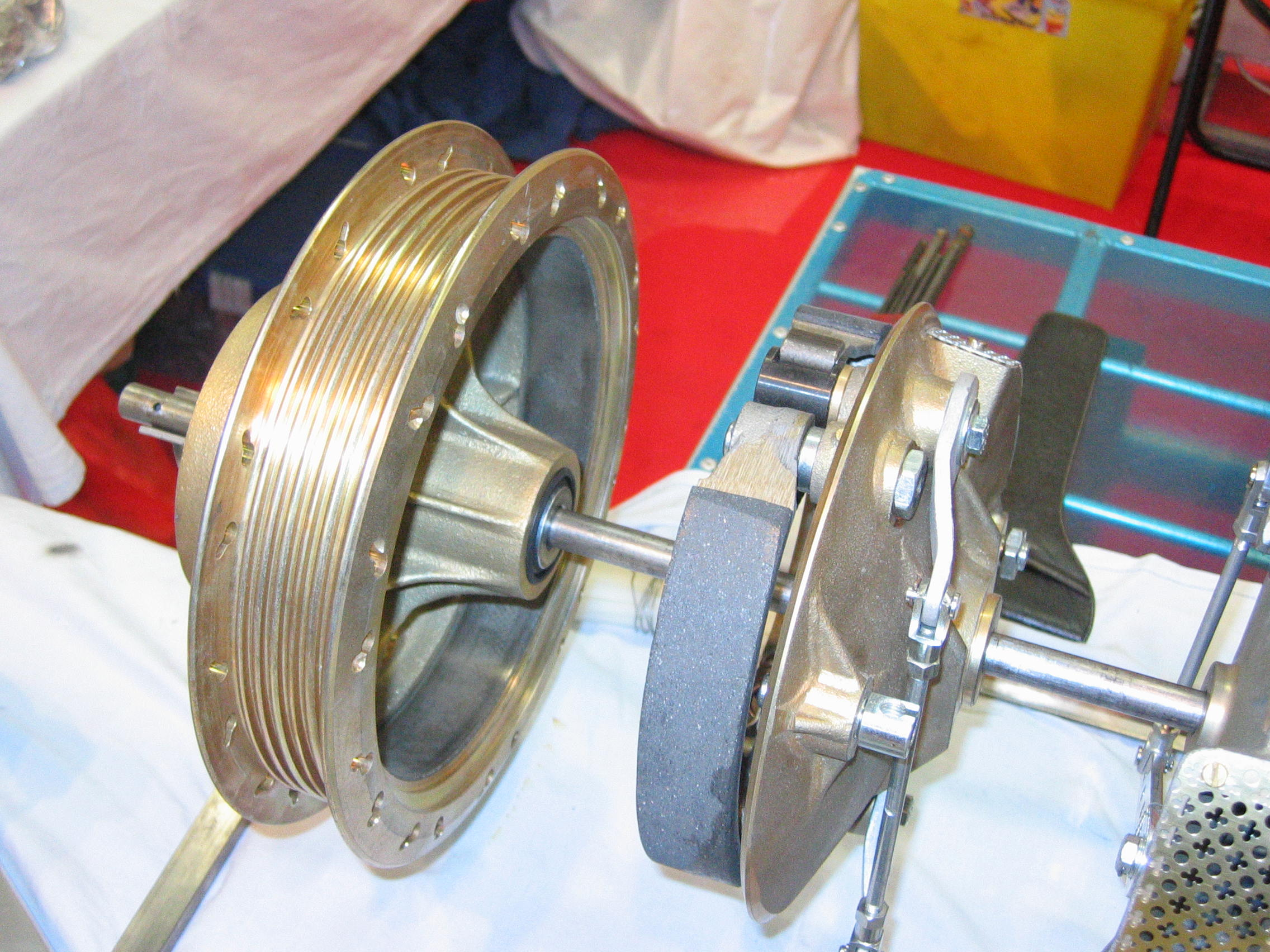
Voorste trommelrem van een oude motorfiets. Links de remtrommel met koelribben en gaten voor de spaken. Rechts de remankerplaat met twee remsegmenten. Het zichtbare segment is aan de bovenzijde verankerd en wordt aan de onderzijde bediend. Het achterste segment wordt aan de bovenzijde bediend. Dit is dus een duplexrem. De bediening geschiedt geheel mechanisch via de remkabel.

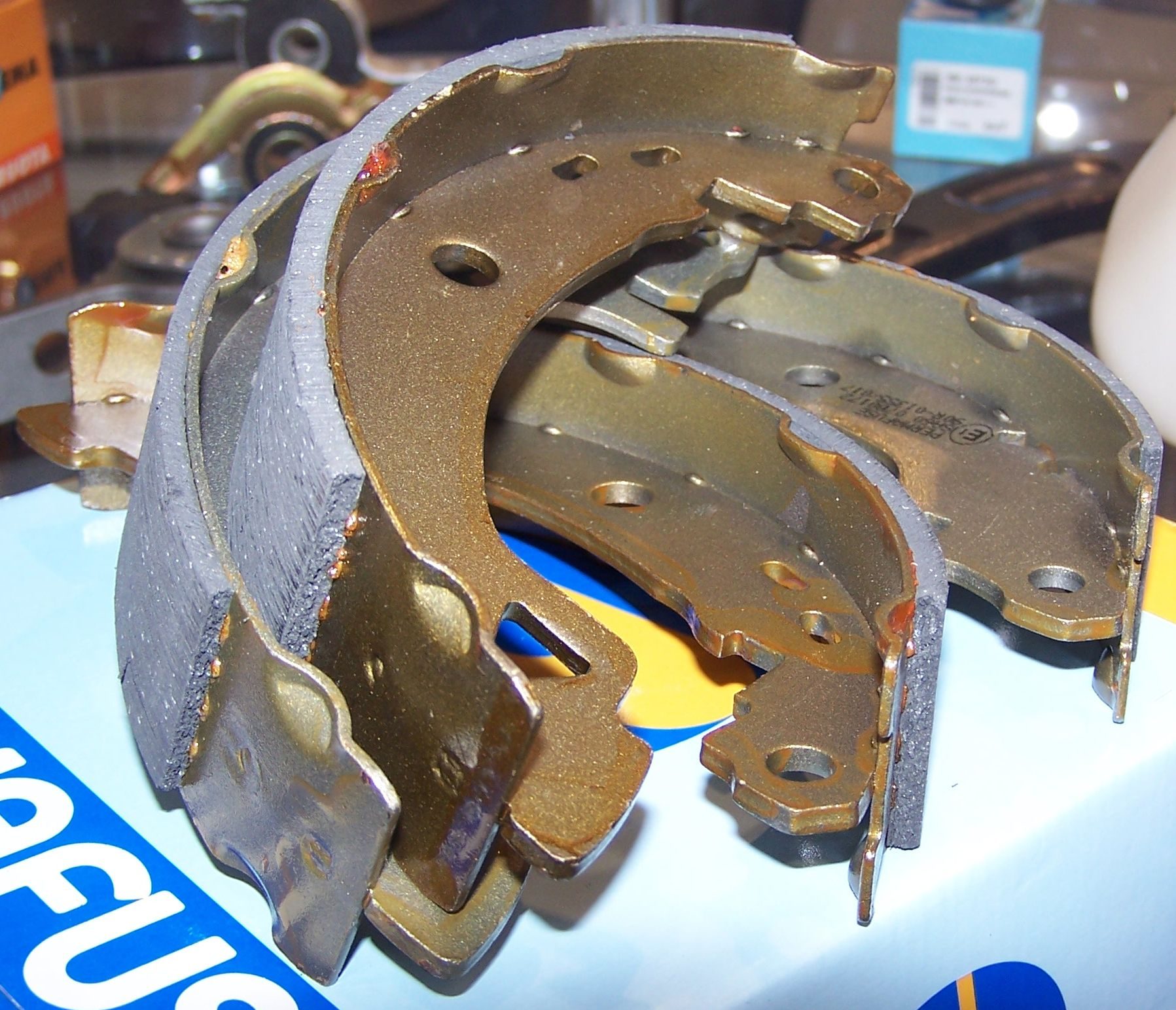
Remschoenen

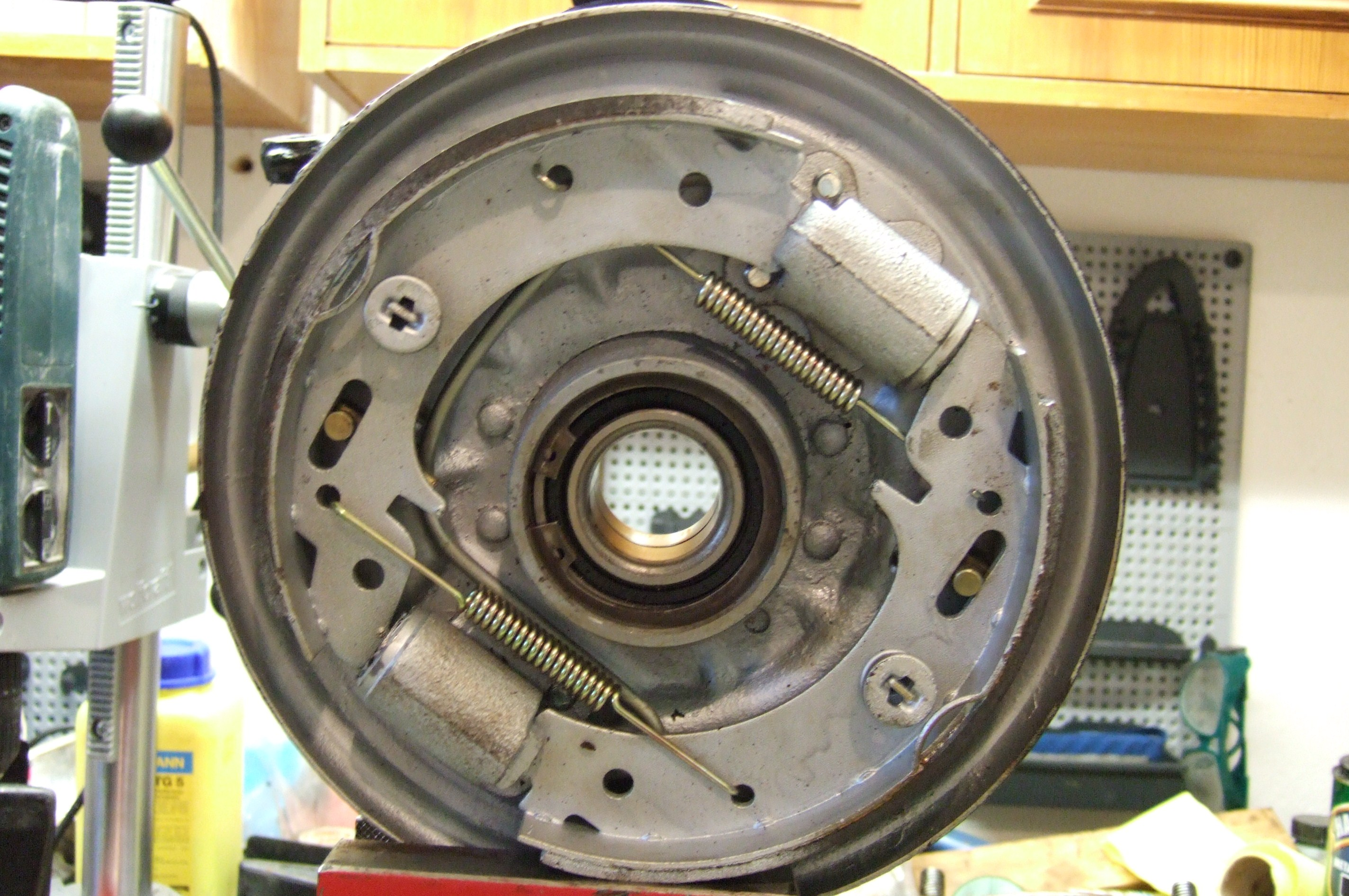
Trommelrem van een Trabant 601

Een trommelrem is een type rem dat veelal vroeger in auto's gebruikt werd en nog steeds in fietsen en scooters voornamelijk als achterrem gebruikt wordt.

## Werking
Een trommelrem bestaat uit twee halvemaan-vormige remschoenen (ook wel remsegmenten genoemd), die zijn gemonteerd op een vaste remankerplaat, die niet kan meedraaien met het wiel. Daaromheen zit de remtrommel, die bevestigd is aan het wiel en dus meedraait. Wanneer het rempedaal wordt ingetrapt, worden de remschoenen naar buiten geduwd, zodat ze in contact komen met de remtrommel. Door de wrijving, die dan ontstaat, wordt het wiel afgeremd. De remschoenen zijn bekleed met een materiaal met een hoge wrijvingsweerstand, de remvoering. Wanneer het rempedaal wordt losgelaten worden de remschoenen door veren weer naar binnen getrokken.
De rem wordt bediend door een mechanisch of hydraulisch systeem. Het mechanische systeem heeft een eivormig nokje op een hulpasje, als het hulpasje verdraaid wordt worden de remschoenen naar buiten gedrukt. Een hydraulisch systeem bestaat uit een hoofdremcilinder en de wielremcilinders, die met elkaar verbonden zijn door remleidingen. Het gehele systeem is gevuld met remvloeistof.
Als het rempedaal wordt ingetrapt, perst de zuiger in de hoofdremcilinder de remvloeistof door de remleiding naar de wielremcilinder. Deze is geplaatst tussen de twee remschoenen en duwt ze uiteen. Bij een schijfrem zoals bij auto's worden de remblokken juist naar binnen tegen de remschijf aan gedrukt. Zoals bij alle soorten remmen is het van belang om de remvoering periodiek te controleren, omdat anders de remtrommel of remschijf beschadigd raakt.

## Nadeel
Trommelremmen hebben als groot nadeel dat ze snel remkracht verliezen als ze warm worden. Dit is onder meer het geval als er lang achter elkaar geremd wordt, als er bijvoorbeeld van een lange helling afgereden wordt. Dit is een van de redenen dat ze bij auto's en motorfietsen in onbruik zijn geraakt, en verdrongen zijn door schijfremmen. Lang werden op auto's schijfremmen op de voorwielen en trommelremmen op de achterwielen toegepast. Een ander nadeel van trommelremmen op de fiets is dat ze zwaarder zijn dan schijf- en velgremmen, daarom worden ze meestal niet gebruikt voor sportieve fietsen (terrein- en racefietsen).
Desondanks is op fietsen in uitzonderlijke gevallen voor lange afdalingen toch wel aanvullend een speciaal soort trommelrem toegepast in de vorm van een sleeprem. De sleeprem wordt ingeschakeld om voortdurend af te remmen. Ze wordt gecombineerd met een ander type remsysteem zoals velgremmen. Het andere remsysteem kan naast het normale remwerk voor extra remwerk zorgen bij een ingeschakelde sleeprem. De sleeprem wordt vooral gebruikt op fietsen met veel gewicht zoals tandems met belading.

## Voordeel
Een groot voordeel van trommelremmen is dat ze langer meegaan doordat er minder snel slijtage optreedt. Voor fietsen en scooters is een bijkomend voordeel dat trommelremmen in tegenstelling tot schijf- en velgremmen weinig onderhoud vergen, dit komt doordat er geen vuil en water in de afgesloten trommelrem kan en het als achterrem sowieso al wenselijk is dat deze minder remkracht heeft omdat met de achterwielen remmen tot gevolg heeft dat het voertuig naar voren gaat leunen waardoor er minder gewicht op de achterwielen komt en deze dus gaan slippen.
Bij afremmen met de voorwielen zal het voertuig door de kracht juist de neiging hebben om met het eigen gewicht af te remmen waardoor de achterwielen omhoog komen. Dit kan echter ook gevaarlijk zijn bij tweewielige voertuigen zoals motorfietsen of scooters omdat dan bij te krachtig op het voorwiel remmen en al helemaal in een bocht het stuur door de kracht om wil slaan waardoor degene onderuitgaat. Wanneer de voorrem krachtig genoeg is en de massa klein genoeg zoals bij een fiets dan kan die ook daardoor over de kop gaan.